# 제4회 가톨릭영화제
제4회 가톨릭영화제는 2017년 10월 26일에 열린 시상식이다.

## 수상 및 후보

### 대상
- 야간근무 - 김정은 수상

### 우수상
- 가까이 - 배경헌 수상

### 장려상
- 인디펜던스 데이 - 김래원 수상
- 오제이티 - 최수진 수상
- 자기소개서 - 방우리 수상

### 관객상
- 인디펜던스 데이 - 김래원 수상

### 사전제작지원작
- 디엔 비엔 푸 - 이민우 수상
- 도망 - 조용환 수상

### CaFF초이스 장편
- 아이레벨 - 조아킴 돌호프 외 1명
- 자전거 여행 - 마우로 다디오
- 아빠의 도시락 - 후카츠 마사카즈
- 비눗방울 - 아즈마 신지
- 산의 아이들 - 프리실라 애내니
- 눈길 - 이나정
- 미라클 벨리에 - 에릭 라티고
- 산상수훈 - 유영의
- 내 이름은 꾸제트 - 클로드 바라스
- 하이디 - 알랑 그스포너

### CaFF초이스 단편
- 대곡꾼 - 마구철
- 도티 - 브렛 오고맨 외 1명
- 이틀만 일하는 빵집 주인 다니엘 - 브누아 카세그랑 외 1명
- 링고 - 아드리아 파헤
- 더 폰 콜 - 맷 커크비
- 그가 원하는 것 - 신제민
- 타임코드 - 주안조 지멘네즈 페나
- 랩소디 - 콘스탄스 메이어
- 조용한 밤 - 치우 양
- 말더듬이 - 벤자민 클리어리

### CaFF애니메이션 단편
- 날아라 손수레 - 브랜든 올덴버그
- 아담과 개 - 이민규
- 엄마 잃은 아기 부엉이 - 헬렌 듀크로크
- 돌멩이 수프 - 클레멘타인 로박
- 유니콘 - 레미 뒤랭
- 갈대숲의 바람 - 아르노 데뮤잉크 외 1명
- 밤 아저씨의 하루 휴가 - 이그나스 메이루나스
- 두 전차 - 스베트라나 안드리아노바
- 어라이크 - 라파엘 카노 멘데즈 외 1명
- 똑똑똑, 안녕하세요. 천사입니다 - 김윤희
- 거꾸로 부부 - 티모시 렉카트
- 바닥을 듣는 아이 - 최소형
- 멈춰진 시간 - 앤드류 코츠 외 1명
- 평화로 가는 기차 - 야콥 베이데
- 산책가 - 김영근
- 두 소년의 시간 - 전승배

### CaFF단편경쟁
- 벌새 - 김재영
- 틈 - 정은욱
- 콩밥 - 송예진
- 야간근무 - 김정은
- 수담 - 김은경
- 쓰리룸 - 이나연
- 달, 어디있니? - 백미영
- 가까이 - 배경헌
- 오제이티 - 최수진
- 자기소개서 - 방우리
- 인디펜던스 데이 - 김래원
- 삼겹살 - 임혜영
- 아리 - 구상범
- 별이 빛나는 밤에 - 장유빈

### CaFF클래식
- 성 메리 성당의 종 - 레오 맥커리
- 레이닝 스톤 - 켄 로치

### CaFF특별전
- 내 친구 정일우 - 김동원
- 마리안느와 마가렛 - 윤세영

### 메이드 인 가톨릭
- 낮은 자리 - 권성심
- 아름다운 동행 - 정지원
- 어떤 고백 - 알레시오 루팔티

### 사전제작지원 프로그램 공개 피칭작
- 미들킷을 차는 소년 - 김상원
- 인사3팀의 캡슐커피 - 정해일
- 토이 크레인 - 김창섭
- 도망 - 조용환
- 룸메이트 - 천지현
- 디엔 비엔 푸 - 이민우
- 입바른 새끼 - 김남석